# Mesoplophora pertenuis
Mesoplophora pertenuis är en kvalsterart som beskrevs av Wojciech Niedbała 200. Mesoplophora pertenuis ingår i släktet Mesoplophora och familjen Mesoplophoridae. Inga underarter finns listade i Catalogue of Life.